# Joan Mas i Vives
Joan Mas i Vives (Maria de la Salut, Mallorca, 14 de juliol de 1951), és un crític literari, filòleg i escriptor mallorquí. Llicenciat en Filologia Romànica per la Universitat de Barcelona el 1975 i doctorà el 1985, exercí com a professor de Batxillerat a l'Institut Antoni Maura de Palma entre el 1978 i el 1983, i el 1984 com a Catedràtic de Batxillerat, a l'Institut Guillem Cifre de Colonya de Pollença. El 1984 entra a la Universitat de les Illes Balears com a professor titular interí i n'és Catedràtic del Departament de Filologia Catalana i Lingüística General des del juliol de 1993.
Des del 1995, és president de la Fundació Teatre del Mar, que té com a objectiu programar de manera estable una activitat teatral de petit format i de qualitat. És soci i ha estat membre de la Junta Directiva de l'Associació d'Escriptors en Llengua Catalana (AELC).
El 2006 va rebre el Premi Miquel dels Sants Oliver dels Premis 31 de desembre de l'OCB, i el 2007 el Premi Crítica Serra d'Or. Finalista del Premi Sant Jordi de 2011 per l'obra Kabul i Berlín a l'últim segon, una novel·la sobre les relacions humanes amb una viva radiografia de la conflictivitat al món durant el canvi de segle: el vell segle XX que mor amb la caiguda del Mur de Berlín i el segle XXI que neix amb la guerra d'Afganistan.

## Obres
- Reflexions sobre poesia catalana (1982)
- El teatre a Mallorca a l'època romàntica (1986),
- Josep de Togores i Sanglada: biografia d'un il·lustrat liberal (1994)
- Antologia poètica de Damià Huguet (1999)
- Cançoner Aguiló (2000)
- Domini Fosc (Assaigs sobre poesia) (2003)
- Diccionari del Teatre a les Illes Balears (2003 i 2006)
- Kabul i Berlín a l'últim segon (2011)
- Com una vella cançó (Lleonard Muntaner, Editor, 2008)[2]
- Diable de Byron![2]